# Ethel Lackie
Ethel Lackie (n. 10 februarie 1907, Chicago, Illinois, SUA – d. 15 decembrie 1979, Newbury Park⁠(d), California, SUA) a fost o înotătoare americană, medaliată olimpică. A participat la o ediție a Jocurilor Olimpice (1924) în care a câștigat 3 medalii de aur.